# St. Martin (Zürich-Fluntern)

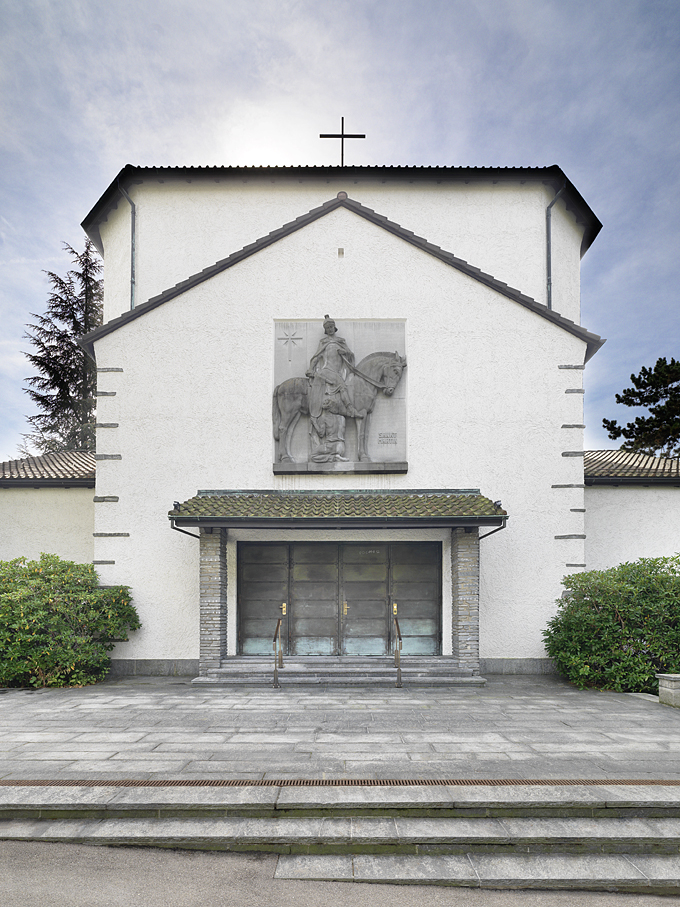
Kirche St. Martin von der Krähbühlstrasse

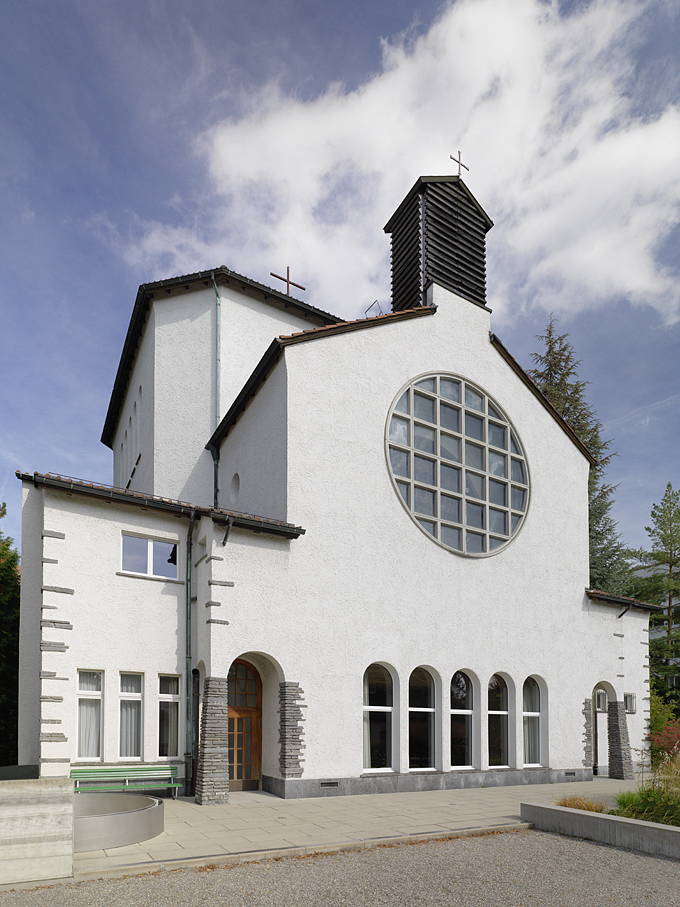
Ansicht von Süden

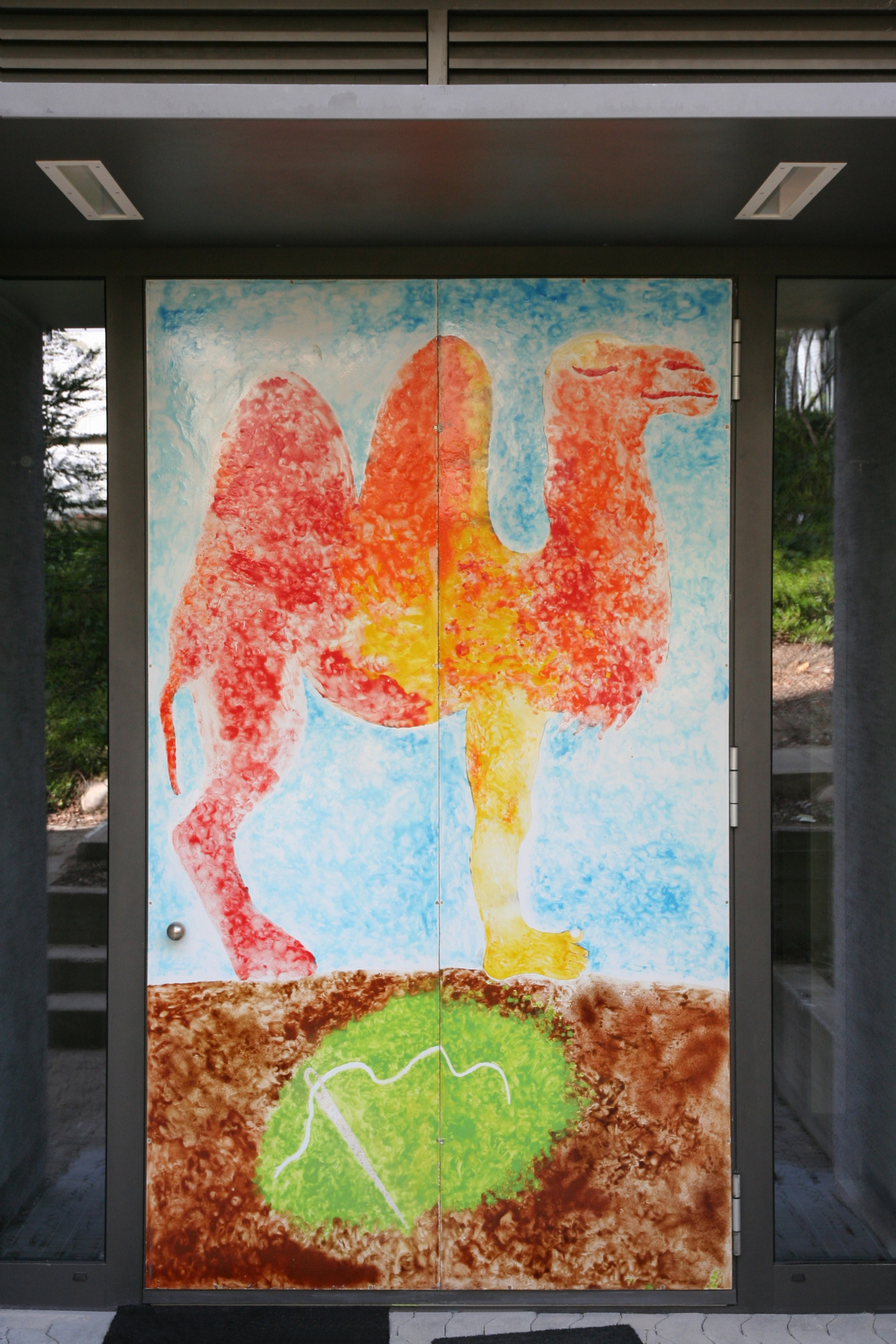
Portal von Max Rüedi in der Gestaltung ab 2014

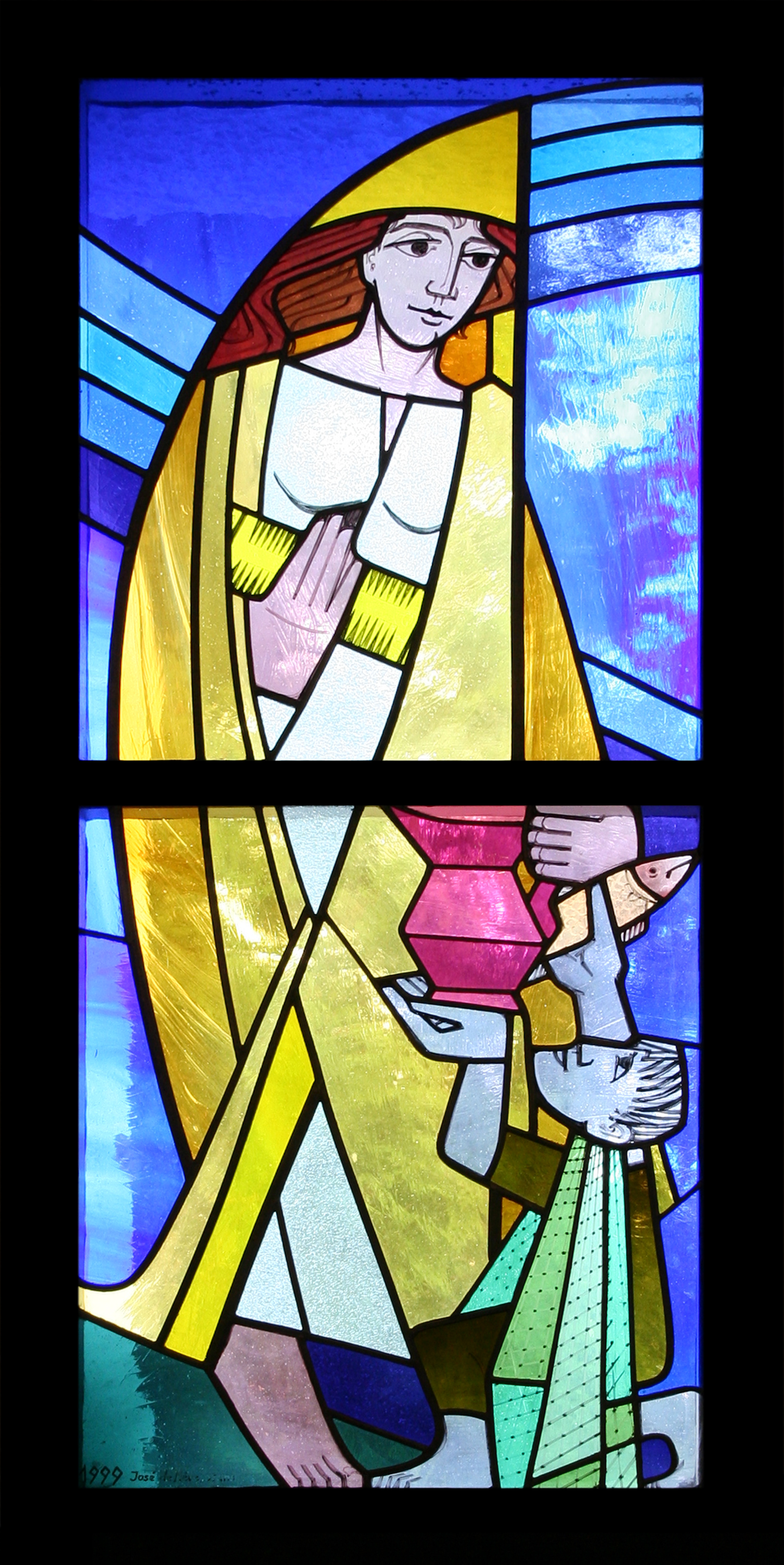
Heilige Verena von José de Nève

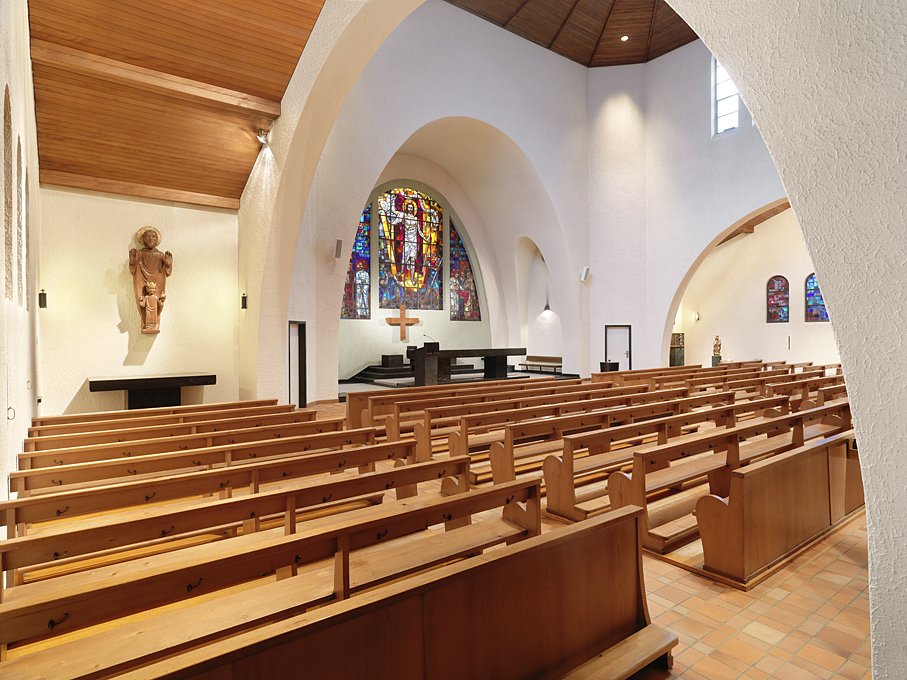
Innenansicht

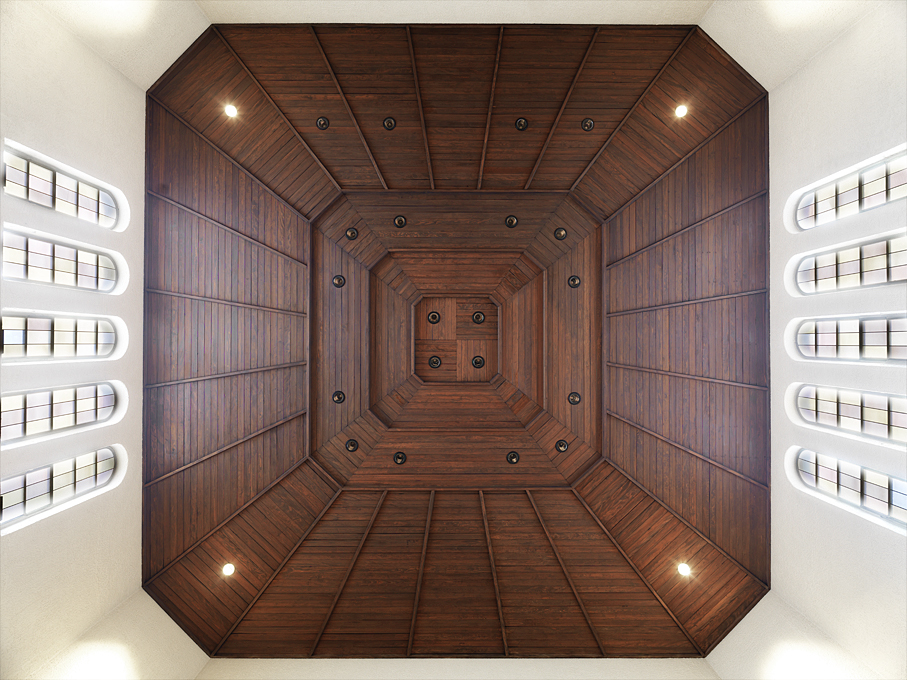
Blick zur Kirchendecke

Die Kirche St. Martin ist die römisch-katholische Pfarrkirche des Zürcher Stadtteils Fluntern. Sie liegt an der Krähbühlstrasse 50 in der Nähe des Zoo Zürich.

## Geschichte
Bereits im Mittelalter gab es auf dem Zürichberg das Kloster St. Martin, das 1127 von Augustiner-Chorherren gegründet und im Zuge der Reformation wieder aufgelöst wurde. 460 Jahre später führte man die Tradition des Martins-Patroziniums am Zürichberg mit dem Bau der heutigen Kirche St. Martin wieder fort.
Die Pfarrei St. Martin ist eine Tochterpfarrei der Pfarrei Liebfrauen Zürich. Bereits im Jahr 1920 suchte die Pfarrei Liebfrauen nach einem Areal für den Bau einer katholischen Kirche in Fluntern. Besonders das katholische Dienstpersonal in den Villen am Zürichberg konnte den weiten Weg zur Liebfrauenkirche wegen ihrer Dienstzeiten nicht problemlos auf sich nehmen, sodass der regelmässige Gottesdienstbesuch für diese Bevölkerungsschicht unmöglich war. Auf der Suche nach einem Gottesdienstlokal wurde auch die alte Kirche Fluntern ins Auge gefasst, da die reformierte Kirchgemeinde Fluntern seit dem Bau der Neuen Kirche die alte nicht mehr brauchte. Aber die städtische Liegenschaftenverwaltung war nicht bereit, die alte Kirche den Katholiken abzutreten. Der Baugrund für die heutige Kirche St. Martin konnte am 27. April 1933 durch den Katholischen Kirchbauverein erworben werden. Anton Higi (1885–1951), der auch die Zürcher Kirchen Guthirt (Wipkingen) und Bruder Klaus (Unterstrass) erbaut hatte, wurde mit der Projektierung der Kirche beauftragt. In den Jahren 1938 bis 1939 erbaute Anton Higi unter Mithilfe des jungen Architekten Walter Rieger, der später zusammen mit Ferdinand Pfammatter die Zürcher Kirchen Dreikönigen (Enge), St. Konrad (Albisrieden) und St. Gallus (Schwamendingen) errichtete, die Kirche St. Martin. Am 4. Juni 1939 segnete der Churer Bischof Laurenz Matthias Vincenz die Kirche ein, und am 1. November 1940 erhob er St. Martin zu einer eigenständigen Pfarrei.
Das Untergeschoss der Kirche wurde 1960 von Cramer, Jaray und Paillard umgebaut. 1965 wurde das Kircheninnere von Architekt Fritz Metzger (1898–1973) neu gestaltet und den Vorgaben der Konstitution über die heilige Liturgie des Zweiten Vatikanischen Konzils angepasst. Im Jahr 1971 wurde die Empore der Kirche durch den Architekten Paul Steger renoviert. Gleichzeitig wurden auch der Saal unter der Kirche und der 1955 eingerichtete Kindergarten neu gestaltet. Er wurde bis 2015 als katholischer Kindergarten betrieben und dann an die Stadt Zürich übergeben. 1995 wurde der Glockenträger erhöht sowie die Fensteröffnungen an der Südfassade erweitert, beides durch Architekt Benedikt Huber. 2003 erfolgten eine Aussenisolation, der Pergola-Anbau, die Erweiterung des Vordachs, alles durch die Architekten R. Beerli und H. Zehnder. Unter Architekt Peter Stöckli erfolgte 2013 die Renovation des Kirchenraums. Hierbei wurde ein zentraler, aus drei konzentrischen Kreisen bestehender Leuchter eingebaut, der Vorplatz der Kirche barrierefrei umgebaut, ein freistehender Lift zu den Pfarrräumen im Untergeschoss errichtet und die Räume im Untergeschoss modernisiert.
St. Martin ist mit 1'383 Mitgliedern (Stand 2021) die kleinste Kirchgemeinde der Stadt Zürich und umfasst Teile der Quartiere Fluntern und Hottingen.

## Baubeschreibung
Von der Krähbühlstrasse her gesehen wurde die Kirche St. Martin denn auch etwas zurückversetzt erbaut. Darüber hinaus unterstrich man ihr gewollt bescheidenes Auftreten auch durch das Weglassen eines Kirchturms. Von aussen lässt sich jedoch bereits erkennen, dass es sich bei der Kirche St. Martin um einen Zentralbau handelt – eine Bauform, die zur Entstehungszeit von St. Martin selten angewendet wurde. Ferdinand Matt, der damalige Pfarrer der Liebfrauenkirche, hatte den Architekten Anton Higi angeregt, die Kirche nach dem Vorbild der Kirche auf dem Landgut Buon Pastore des Collegium Germanicum zu errichten. Im Gegensatz zum Grundriss und zur äusseren Formgebung, die sich deutlich an das barocke Vorbild der Kirche auf dem Landgut Buon Pastore anlehnt, zeigt die Kirche im Innern ihre Moderne vor allem durch die Wölbung des Kirchenraumes mit den parallelbogigen Tonnenarmen.

### Dachreiter und Glocken
Beim Bau dieser Kirche wurde bewusst auf einen Kirchturm verzichtet – laut Gründungsurkunde der Kirche aus Rücksicht auf die protestantische Umgebung. Von der Strassenseite nicht zu sehen, besitzt die Kirche stattdessen einen Dachreiter, der auf dem Dach des Kirchenchores angebracht wurde. Im Jahr 1995 wurde der Dachreiter aufgestockt und das ursprünglich aus zwei Glocken aus dem Jahr 1939 bestehende Geläut durch eine dritte, grössere Glocke ergänzt. Im Rahmen der Sanierungsarbeiten von 2013 wurde der Dachreiter äusserlich an seine ursprüngliche Gestalt angeglichen.
| Nummer | Gewicht | Ton | Widmung              |
| ------ | ------- | --- | -------------------- |
| 1      | 420 kg  | b1  | Hl. Lioba            |
| 2      | 305 kg  | c2  | Karl Borromäus       |
| 3      | 163 kg  | es2 | Hl. Martin von Tours |

### Kunstwerke im Aussenraum
Das Relief über dem Haupteingang wurde vom Bildhauer Alois Payer (1878–1960), Einsiedeln geschaffen und stellt den Hl. Martin dar, wie er als römischer Hauptmann hoch zu Ross seinen Mantel teilt, um die eine Hälfte des Mantels dem frierenden Bettler zu schenken. Dieses Relief erinnert an die Skulpturen im Umfeld der Geistigen Landesverteidigung.
Die Eingangstür zum Pfarreisaal unter der Kirche wurde 1974 vom Zürcher Künstler Max Rüedi gestaltet. Die zwei Emailplatten thematisieren den Satz „Eher geht ein Kamel durch ein Nadelöhr, als dass ein Reicher in das Reich Gottes gelangt.“ (Lk 18,25 ).

### Ausstattung
Das monumentale Kirchenfenster im Chor wurde vom Basler Künstler August Wanner (1886–1970) gestaltet und zeigt im Mittelfeld die Auferstehung Jesu Christi. Das linke Fensterfeld trägt die Inschrift „Herr, bleibe bei uns, denn es will Abend werden“ und zeigt die Begegnung des Auferstandenen mit den Emmausjüngern, das rechte mit der Inschrift „Seelig, die nicht sehen und doch glauben“ thematisiert die Begegnung des Auferstandenen mit dem ungläubigen Thomas.
An den Seitenwänden der Kirche befinden sich zehn kleinere Buntglasfenster, welche ebenfalls von August Wanner gestaltet wurden und die Zehn Gebote thematisieren.
Ein weiteres Kirchenfenster befindet sich im Foyer der Kirche, das 1999 vom Künstler José de Nève, Stans geschaffen wurde und die Hl. Verena zeigt.
In den grossen, dunklen Marmoraltar wurden Reliquien der Heiligen Martin, Thomas von Aquin, Dominikus, Karl Borromäus, Alphons von Liguori, Fidelis von Sigmaringen und Katharina von Siena eingelassen.
Der Tabernakel wurde vom Schweizer Goldschmied Meinrad Burch-Korrodi (1897–1978) angefertigt und stand ursprünglich auf dem Hochaltartisch, wurde aber bei der Umgestaltung des Kircheninnern im Mai 1965 in das rechte Seitenschiff der Kirche verlegt.
Im Zuge der Neugestaltung des Kirchenraumes im Jahr 1965 wurde auch die ursprüngliche Kanzel durch einen Ambo ersetzt und das aus dem Jahr 1959 stammende Taufbecken aus dunklem Marmor auf die andere Seite des Chorraumes verschoben.
Seit dem Jahr 2012 befindet sich unterhalb des Glasfensters im Chor ein Kreuz aus Ulmenholz, das von Joseph Egan geschaffen wurde. Es besitzt keine Fugen und Nägel, sondern wurde aus einer einzigen Baumscheibe herausgearbeitet. Von den ursprünglich zwei Seitenaltären ist der linke erhalten geblieben. Über ihm befindet sich eine fast lebensgrosse Holzskulptur des Hl. Josef mit dem Jesuskind, das eine Krone trägt. Geschaffen wurde diese Skulptur vom Bildhauer Johann Trojer. Von ihm war auch die Marienstatue über dem ursprünglich der Gottesmutter geweihten Altar auf der gegenüberliegenden Seite. Diese Marienstatue wurde bei der Umgestaltung des Kircheninnern 1965 an eine Kirche im Zürcher Unterland oder Zürcher Weinland verschenkt.
An der Wand unter der Orgelempore befindet sich der Kreuzweg, der von August Wanner 1940 geschaffen wurde und aus zwei Mosaikfriesen besteht.

### Orgel

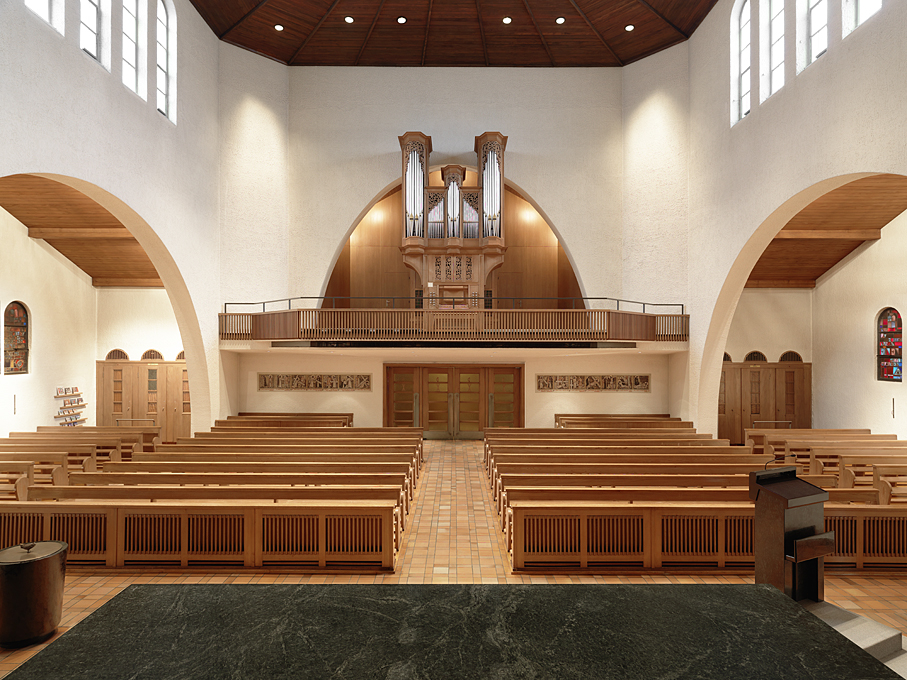
Blick auf die Metzler-Orgel

Im Jahr 1942 wurde in der Kirche St. Martin eine erste Orgel aufgebaut, die 1972 durch das heutige, von der Orgelbaufirma Metzler, Dietikon geschaffene Instrument ersetzt wurde. Die Orgel verfügte zunächst über 22 Register. Die Firma Goll, Luzern baute die Orgel 2017 um und erweiterte sie um drei Register (Viola, Gedackt, Violoncello) auf heute 25. Das Instrument verfügt über eine mechanische Spiel- und Registertraktur, es weist die folgende Disposition auf:
| I Hauptwerk C–f3 |        |
| Quintade         | 16′    |
| Praestant        | 8′     |
| Bourdon          | 8′     |
| Octave           | 4′     |
| Spitzflöte       | 4′     |
| Nazard           | 2 ⁄3′  |
| Octave           | 2′     |
| Terz             | 1 3⁄5′ |
| Mixtur III       | 1′     |
| Trompete         | 8′     |

| II Brustwerk C–f3 |       |
| Holzgedackt       | 8′    |
| Prinzipal         | 4′    |
| Rohrflöte         | 4′    |
| Gemshorn          | 2′    |
| Quinte            | 1 ⁄3′ |
| Zimbel            | 2⁄3′  |
| Vox humana        | 8′    |

| Pedalwerk C–f1 |     |
| Subbass        | 16′ |
| Octave         | 8′  |
| Octave         | 4′  |
| Fagott         | 16′ |
| Trompete       | 8′  |

- Koppeln: II/I, I/P, II/P
- Tremulant für die Manualwerke

## Würdigung
Die Kirche St. Martin gilt als bemerkenswertes Baudenkmal. Sie gehört stilistisch zu den moderat modernen Kirchen, die auf der einen Seite die Prinzipien des Neuen Bauens und der Sichtbetonkirchen wie die Antoniuskirche in Basel ablehnten, die sich aber auf der anderen Seite auch deutlich von denjenigen Sakralbauten abheben, welche im Zuge des Historismus mittelalterliche Baustile nachahmten. Weiter fügt sich die Kirche St. Martin an den sogenannten Landistil an, der an der Schweizerischen Landesausstellung 1939 propagiert wurde und die radikale Moderne durch regionale Stilelemente abzudämpfen versuchte. Da die Kirche St. Martin in einem Diaspora-Gebiet gebaut wurde, gestaltete man sie zudem bewusst bescheiden; dies nimmt ein Anliegen vorweg, das besonders Ende der 1960er Jahre formuliert wurde, nämlich dass Kirchen im Siedlungsbild nicht dominant wirken sollten, da die Kirche in dieser Zeit generell unter Druck geriet.